# Pertusaria excludens
Pertusaria excludens är en lavart som beskrevs av Nyl. Pertusaria excludens ingår i släktet Pertusaria och familjen Pertusariaceae.  Arten är reproducerande i Sverige. Inga underarter finns listade i Catalogue of Life.

## Källor

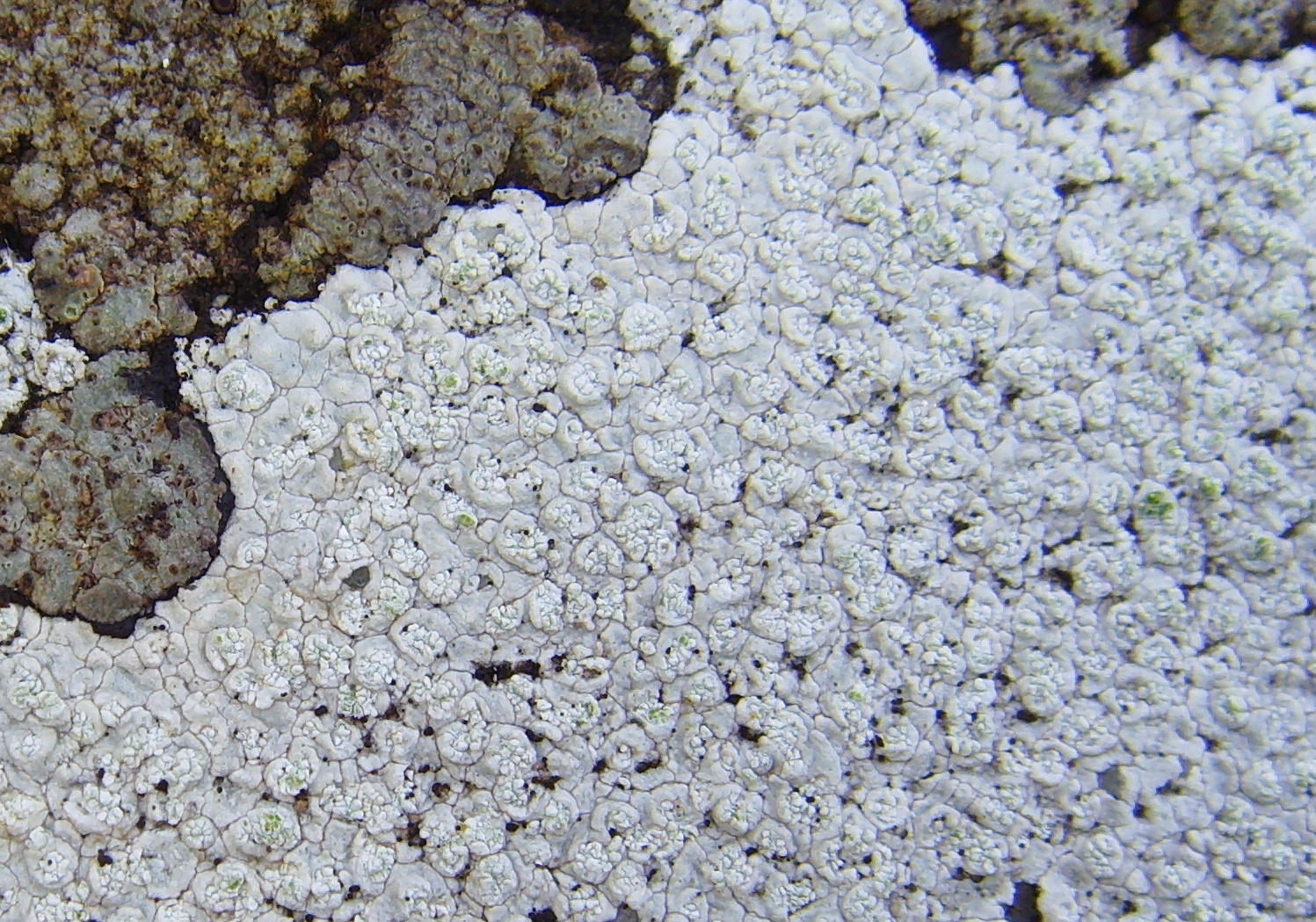